# Economia institucional
A economia institucional ou institucionalismo é uma corrente do pensamento econômico que surgiu nos  Estados Unidos, no início do século XX,  impulsionada principalmente pelos escritos de Thorstein Veblen, John Rogers Commons e Wesley Clair Mitchell. Concentra-se na compreensão do papel das instituições na moldagem do comportamento econômico. Essa corrente teve seu apogeu nos anos 1920 e 1930, influenciando significativamente as medidas tomadas à época do New Deal. A escola institucionalista incorpora as contribuições da escola histórica alemã e, eventualmente, as teses institucionalistas aproximam-se  do substantivismo de Karl Polanyi.
Originalmente, seu foco reside na dicotomia formulada por Veblen, que consiste na oposição entre os comportamentos cerimoniais (produzidos pelas instituições) e os comportamentos industriais (produto da tecnologia), sendo esses últimos fatores de progresso.
Além disso, os institucionalistas incorporaram do pragmatismo uma concepção de indivídulo na qual o comportamento é função das  crenças e dos hábitos, bem como, em alguns casos, dos instintos (ver, além de Peirce, os escritos de William James e John Dewey).
A denominação e os elementos centrais dessa vertente do pensamento econômico aparecem pela primeira vez no artigo de Walton Hale Hamilton, publicado em 1919  em  The American Economic Review.

## Principais economistas
A economia institucional enfatiza o estudo abrangente das instituições e considera o mercado como resultado de uma interação complexa entre essas várias instituições que tem atores e regras de status(e.g. indivíduos, firmas, estados, normas sociais). A tradição mais antiga continua ainda hoje como uma abordagem heterodoxa da economia. Uma variante significativa é a nova economia institucional do final do século XX, que integra desenvolvimentos mais recentes da economia neoclássica em sua análise. As leis e a economia têm sido um grande tema desde a publicação de Fundações Legais do Capitalismo, de John Rogers Commons, em 1924. A economia comportamental é outro marco da economia institucional baseado no que se sabe sobre psicologia e ciência cognitiva, em vez de simples suposições sobre o comportamento econômico. 
Críticos  do institucionalismo têm asseverado que o conceito de "instituição" é tão central para toda a ciência social que não faz sentido utilizá-lo para designar uma escola em particular. E, como consequência, o sentido evasivo do conceito de "instituição" resultou em uma disputa confusa e sem fim sobre quais acadêmicos são "institucionalistas" ou não - e numa confusão semelhante sobre o que se supõe ser o núcleo da teoria. Em outras palavras, a economia institucional tornou-se tão popular porque significa todas as coisas para todas as pessoas - portanto, no fim, não significa nada. De fato, pode-se discutir se o termo institucionalistas foi mal aplicado desde o início, uma vez que Thorstein Veblen, Walton Hamilton e Clarence Ayres estavam preocupados com as forças evolucionárias (e "objetivantes") da tecnologia, e as instituições teriam um lugar secundário em suas teorias. Instituições são quase um tipo de "anti-coisa", e a preocupação central dos institucionalistas estaria na tecnologia e não nas instituições. Ao invés de "institucional", a posição de Veblen, Hamilton e Ayres seria, portanto, anti-institucional.
De todo modo, o institucionalismo, tendo como pressupostos o aprendizado, a racionalidade limitada e a evolução (mais do que preferências estáveis, racionalidade e equilíbrio)  exerceu um papel central na economia americana da primeira metade do século XX, incluindo economistas tão diversos como  Thorstein Veblen, Wesley Mitchell e John R. Commons.. 
Alguns institucionalistas veem Karl Marx como pertencente à tradição institucionalista, devido ao fato de ele ter descrito o capitalismo como um sistema social historicamente determinado. Outros economistas institucionalistas discordam da definição do capitalismo proposta por Marx e consideram que elementos definidores, como mercados, moeda e propriedade privada dos meios de produção, evoluam, de fato, ao longo do tempo, mas como resultado de ações intencionais dos indivíduos.
O institucionalismo "tradicional" rejeita a redução simplória das instituições a preferências, tecnologia e natureza (ver falácia naturalística). As preferências, juntamente com as expectativas sobre o futuro, hábitos e motivação, não apenas determinam a natureza das instituições mas também são limitadas e moldadas por elas. Se as pessoas vivem e trabalham regularmente em instituições, elas moldam suas visões do mundo. Basicamente, esse institucionalismo tradicional (e sua contraparte moderna, a economia política institucionalista) enfatiza os fundamentos legais de uma economia (ver John R. Commons) e os processos evolucionários, habituais e volitivos pelas quais as instituições são erigidas e depois mudadas. As vacilações das instituições são necessariamente um resultado dos incentivos criados pelas próprias instituições,  sendo portanto endógenas. O institucionalismo tradicional é, de muitas maneiras, uma resposta para a ortodoxia econômica moderna. Sua reintrodução na forma da economia política institucionalista é portanto um desafio explícito à economia neoclássica, visto que se baseia na premissa fundamental, à qual os neoclássicos se opõem, de que a economia não pode ser separada dos sistemas político e social nos quais ela está inserida. Alguns dos autores que fazem parte desta escola são Robert Frank, Warren Samuels, Mark Tool, Geoffrey Hodgson, Daniel Bromley, Jonathan Nitzan, Shimshon Bichler, Elinor Ostrom, Anne Mayhew, John Kenneth Galbraith e Gunnar Myrdal. Mas até mesmo o sociólogo Charles Wright Mills foi muito influenciado pela abordagem institucionalista.

### Thorstein Veblen

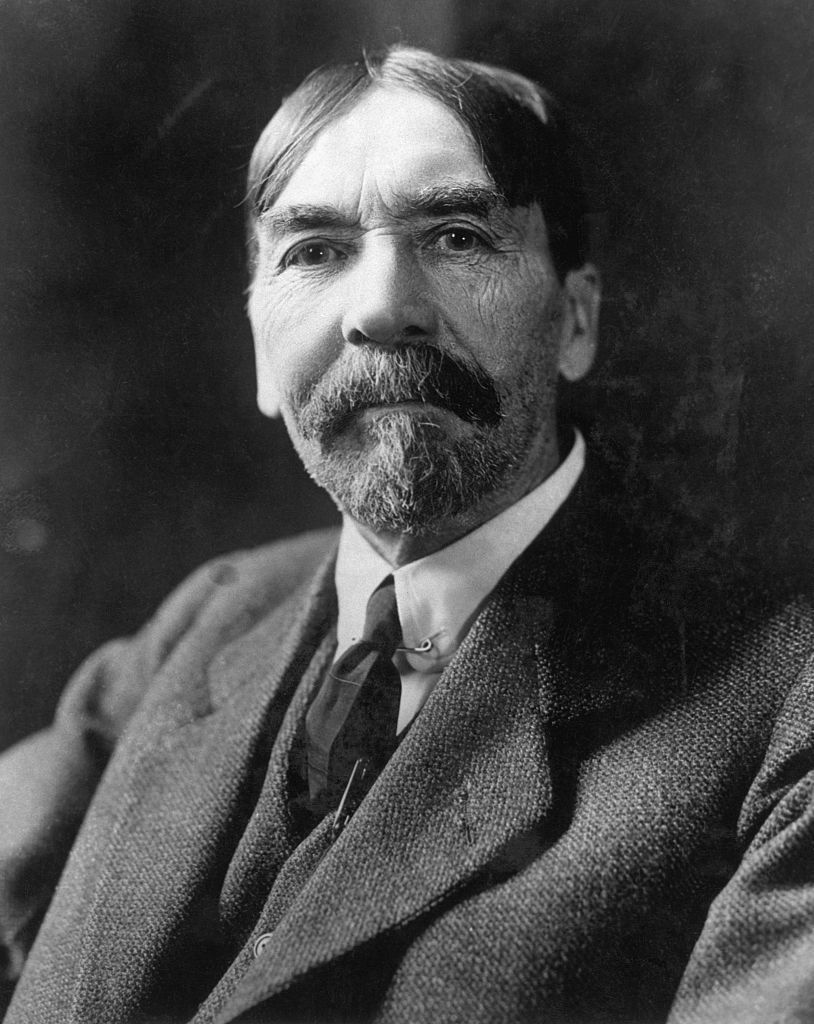
Thorstein Veblen veio do Meio-Oeste rural americano e de uma família de imigrantes noruegueses

Thorstein Veblen (1857–1929) escreveu seu primeiro e mais influente livro, A Teoria da Classe Ociosa (1899), quando estudava na Universidade de Chicago. Nele, Veblen analisa a motivação para o consumismo conspícuo, vigente no capitalismo, como um forma de demonstrar sucesso - um comportamento adotado não só por uma classe endinheirada e predatória mas também imitado pelas classes mais baixas. A ociosidade conspícua foi outro foco da crítica de Veblen. O conceito de consumo conspícuo estava em contradição direta com a visão neoclássica de que o capitalismo era eficiente. Em A Teoria do Negócio Empresarial (1904), Veblen apontou o conflito entre a motivação da indústria (produzir mercadorias úteis) e a motivação empresarial (usar ou subutilizar a infraestrutura industrial para gerar lucros), argumentando que a primeira é normalmente prejudicada porque as empresas perseguem a segunda. A produção e os avanços tecnológicos são prejudicados pelas práticas empresariais e pela criação de monopólios. As empresas protegem os seus investimentos e se utilizam  excessivamente do crédito, o que leva a depressões e crescentes gastos militares e de guerra, graças ao controle empresarial do poder político. Todavia, esses dois livros, o primeiro centrado na crítica ao consumismo, e o segundo na crítica à especulação, não defendiam mudanças.
Ao longo da década de 1920 e após a Terça-Feira Negra, as advertências de Thorstein Veblen quanto à tendência ao consumo perdulário e à necessidade de criar instituições financeiras sólidas pareceram verdadeiras. Veblen continua a ser um dos maiores críticos dos excessos do American way of life.
Em 1898, ele escreveu um artigo intitulado "Why is Economics Not an Evolutionary Science" e tornou-se um precursos da corrente da economia evolucionária.

### John R. Commons
John R. Commons (1862–1945) também veio do Meio-Oeste americano. Subjacente a suas ideias, consolidadas em Economia Institucional (1934) estava o conceito de que a economia é uma rede de relações entre pessoas com interesses divergentes. Há monopólios, grandes coportações, disputas trabalhistas e ciclos econômicos flutuantes. Eles, no entanto, têm interesse em resolver suas disputas. O governo, segundo Commons, deveria ser o mediador dos grupos em conflito. O próprio Commons dedicou grande parte de seu tempo para trabalhos de aconselhamento e mediação em conselhos governamentais e comissões industriais.

### Wesley Mitchell
Wesley Clair Mitchell (5 de agosto de 1874 – 29 de outubro de 1948) foi um economista americano conhecido por seu trabalho empírico sobre ciclos econômicos e por guiar o National Bureau of Economic Research em suas primeiras décadas. Os professores de Mitchell incluem os economistas Thorstein Veblen e J. L. Laughlin e o filósofo John Dewey.

### Clarence Ayres
Clarence Ayres (6 de maio de 1891 – 24 de julho de 1972) foi o principal pensador do que alguns chamavam de Escola de Texas de economia institucional. Ayres desenvolveu as ideias de Thorstein Veblen com uma dicotomia entre "tecnologia" e "instituições" para separar os aspectos inventivos dos aspectos herdados das estruturas econômicas. Pode-se argumentar que Ayres não era um "institucionalista" em qualquer sentido normal do termo, visto que ele identificou as instituições com sentimentos e superstições e, em consequência, tais instituições exerciam apenas um papel residual nesta teoria do desenvolvimento cujo núcleo reside na tecnologia. Ayres sofreu grande influência de Hegel, e para ele as instituições tinham a mesma função que as "Schein" (com a conotação de decepção, ilusão) de Hegel. Um nome mais apropriado para a posição de Ayres seria "tecnocomportamentalista" ao invés de institucionalista.

### Adolf Berle

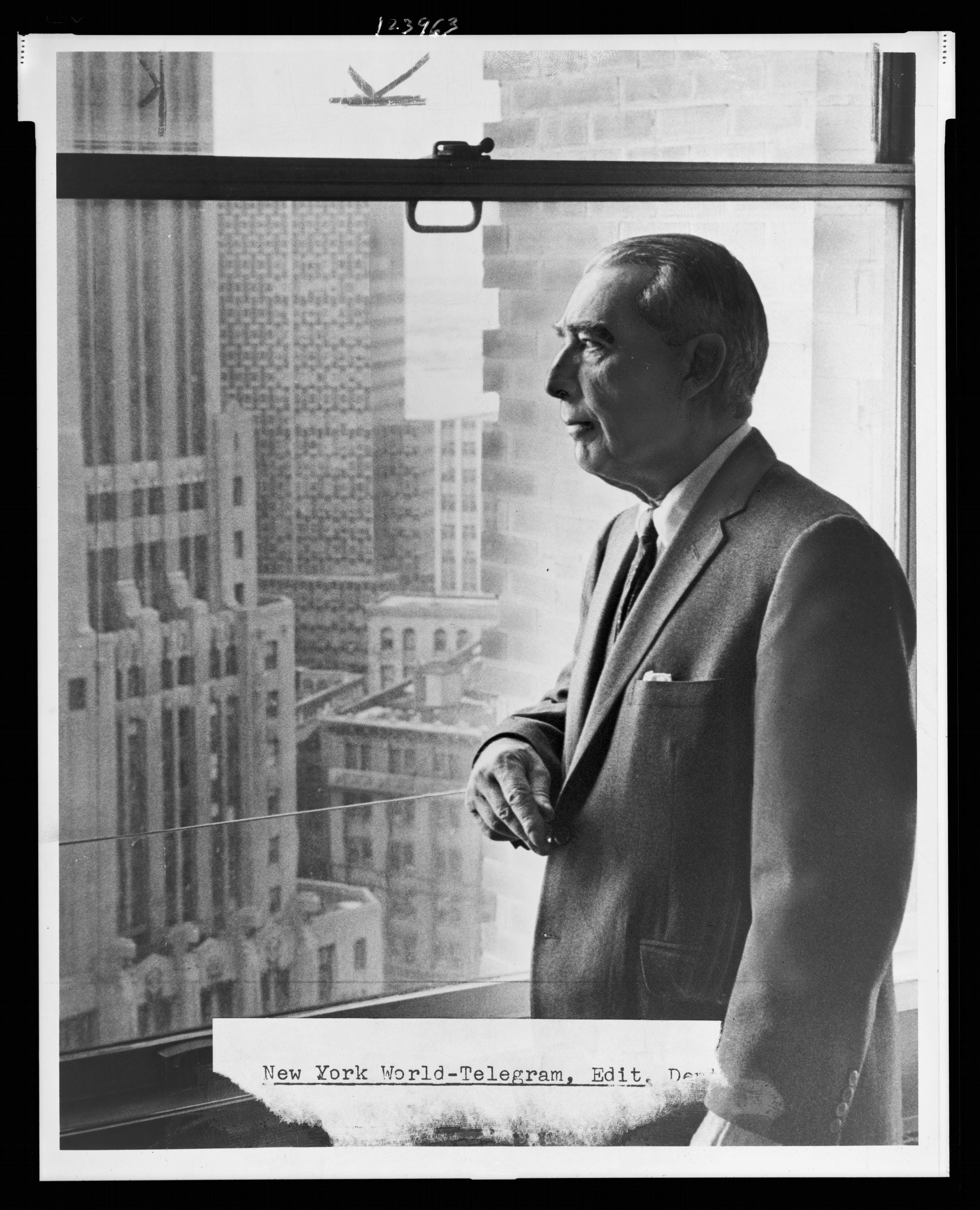
Adolf Augustus Berle, Jr.

Adolf A. Berle (1895–1971) foi um dos primeiros autores a combinar análises legais e econômicas, sendo que sua obra permanece como um dos pilares fundadores do pensamento da governança corporativa. Como Keynes, Berle estava na Conferência de Paz de Paris (1919), mas posteriormente renunciou de seu cargo diplomático insatisfeito com os termos do Tratado de Versalhes. Em seu livro escrito com Gardiner C. Means, The Modern Corporation and Private Property (1932), ele detalhou a evolução das grandes empresas na economia contemporânea, e argumentou que aqueles que controlavam grandes empresas deveriam ser mais responsabilizados. Os diretores das empresas devem prestar contas aos acionistas ou não, de acordo com as regras dos estatutos das companhias. Pode-se incluir direitos de eleger e demitir os administradores, requerer assembléias gerais, normas de contabilidade e assim por diante. Nos Estados Unidos da década de 1930, as leis empresariais típicas não previam claramente tais direitos. Berle argumentava que os diretores não responsabilizados das companhias eram capazes de direcionar os frutos dos lucros das empresas para seus próprios bolsos, bem como administrá-los de acordo com seus interesses. A habilidade para fazer isto era apoiada pelo fato de que a maioria dos acionistas de sociedades anônimas eram investidores individuais, com meios escassos de comunicação, ou seja, dividos e manipuláveis. Berle serviu na administração do Presidente Franklin Delano Roosevelt no período da depressão, e foi um membro chave do célebre "Brain trust", desenvolvendo muitas das políticas do New Deal. Em 1967, Berle e Means publicaram uma edição revista de sua obra, cujo prefácio adicionou uma nova dimensão. Não era apenas a separação dos controladores das empresas dos proprietários que estava em jogo. Eles propuseram a questão sobre qual estrutura corporativa deveria ser alcançada.

### John Kenneth Galbraith
John Kenneth Galbraith (1908–2006) trabalhou na administração do New Deal de Franklin Delano Roosevelt. Apesar de ele ter escrito depois, e de ser mais desenvolvido que os economistas institucionais anteriores, Galbraith foi crítico quanto à economia ortodoxa por todo o século XX. Em The Affluent Society (1958), Galbraith  argumenta que os eleitores que alcançam um certo nível nível de riqueza material começam a votar contra o bem comum. Ele cunhou o termo "sabedoria convencional" para se referir às ideias ortodoxas que sustentam o consenso conservador resultante.
Em uma época de grandes empresas, é irreal pensar os mercados pelo jeito clássico. Grandes empresas definem seus próprios termos no mercado, e usam seus recursos para programas de publicidade para incentivar a demanda para seus próprios produtos. Como resultado, as preferências individuais, na verdade, refletem as preferências das corporações, um "efeito de dependência", e a economia como um todo é orientada para objetivos irracionais. Em The New Industrial State, Galbraith argumenta que as decisões econômicas são planejadas por uma burocracia privada, uma tecnoestrutura de especialistas que manipulam os canais de marketing e relações públicas. Essa hierarquia é voltada para si mesma, sendo que os lucros não são mais o principal motivador, e até mesmo os administradores não estão no controle. Como eles são os novos planejadores, as corporações detestam o risco, exigem uma economia estacionária e mercados estáveis. Eles recrutam os governos para servir a seus interesses através da política fiscal e monetária, por exemplo, aderindo a políticas monetaristas que enriquecem os emprestadores de dinheiro através de aumentos das taxas de juros. Ao mesmo tempo em que os objetivos de uma sociedade afluente e um governo cúmplice servem à tecnoestrutura irracional, o espaço público é simultaneamente empobrecido. Galbraith dá o exemplo de luxuosas mansões em ruas não pavimentadas, e de jardins paisagísticos com parques públicos mal cuidados. Em Economics and the Public Purpose (1973) Galbraith defende um "novo socialismo" como a solução, a produção militar nacional e serviços públicos como a assistência médica, introduzindo controles disciplinados de salários e preços para reduzir a desigualdade.

## Nova economia institucional
Com os novos desenvolvimentos na teoria econômica das organizações, informação, direitos de propriedade e custos de transação, uma tentativa foi realizada para integrar o institucionalismo aos mais recentes desenvolvimentos da economia ortodoxa, sob o título de nova economia institucional.